# Nederlandse kampioenschappen schaatsen afstanden 2013
De Nederlandse kampioenschappen afstanden 2013 werden van 9 tot en met 11 november 2012 gehouden in de overdekte schaatshal Thialf in Heerenveen. Tijdens deze NK Afstanden (m/v) waren er naast de nationale titels op de afstanden ook plaatsbewijzen te verdienen voor de vijf wereldbekerwedstrijden die op het kampioenschap volgen.
Van de titelhouders verdedigde Pien Keulstra vanwege gezondheidsproblemen haar titels op de 3000 en 5000 meter niet. Stefan Groothuis deed wel mee aan de 500 en 1000 meter, maar meldde zich af voor de 1500 meter waar hij een jaar eerder nog kampioen werd. Van de zeven titels die wel verdedigd werden, werden er slechts twee behouden. Alleen Thijsje Oenema (500 meter) en Ireen Wüst (1500 meter) wisten hun titel te prolongeren. Waar talenten als Lotte van Beek de stap wisten te zetten naar de landelijke top, wisten enkele bekende toppers als Stefan Groothuis en Annette Gerritsen zich niet voor de wereldbekerwedstrijden te plaatsen.
Ook opvallend was dat Rhian Ket op twee afstanden op duizendsten van seconden nauwkeurig gelijk eindigde, respectievelijk met Michel Mulder op de 1000 meter en met Thomas Krol op de 1500 meter. Dit was ook nog eens twee keer op de voor plaatsing voor de wereldbekers cruciale plaats (gedeeld vierde respectievelijk gedeeld vijfde). De KNSB wilde een skate-off organiseren, maar de geschillencommissie wees dat af. Ket, Krol en Mulder besloten onderling in goed overleg de startplaatsen te verdelen.

## Tijdschema
Het tijdschema was ten opzichte van de voorgaande edities omgegooid. De 1000 meters waren van zaterdag naar zondag verplaatst en de 1500 meters van zondag juist naar vrijdag en zaterdag. De 500 meter voor vrouwen was nu op zaterdag in plaats van vrijdag.
| Programma            |           |                                                                                        |
| Datum                | Aanvang   | Onderdeel                                                                              |
| vrijdag 9 november   | 15:15 uur | 5000 meter mannen 500 meter mannen 1e run 1500 meter vrouwen 500 meter mannen 2e run   |
| zaterdag 10 november | 13:15 uur | 3000 meter vrouwen 500 meter vrouwen 1e run 1500 meter mannen 500 meter vrouwen 2e run |
| zondag 11 november   | 12:00 uur | 5000 meter vrouwen 1000 meter mannen 1000 meter vrouwen 10.000 meter mannen            |

## Medailles

### Mannen
| Onderdeel        | Goud                          | Goud                 | Zilver                          | Zilver               | Brons                           | Brons                |
| ---------------- | ----------------------------- | -------------------- | ------------------------------- | -------------------- | ------------------------------- | -------------------- |
| 2x500 m details  | Michel Mulder Team Beslist.nl | 69,940 (34,96/34,98) | Jan Smeekens Brand Loyalty      | 70,300 (35,23/35,07) | Hein Otterspeer Team Beslist.nl | 70,320 (35,18/35,14) |
| 1000 m details   | Kjeld Nuis Brand Loyalty      | 1.09,05              | Hein Otterspeer Team Beslist.nl | 1.09,11              | Sjoerd de Vries Team Beslist.nl | 1.09,31              |
| 1500 m details   | Kjeld Nuis Brand Loyalty      | 1.46,74              | Renz Rotteveel Team Van Veen    | 1.47,22              | Maurice Vriend Team Van Veen    | 1.47,66              |
| 5000 m details   | Sven Kramer TVM               | 6.17,46              | Jan Blokhuijsen TVM             | 6.20,34              | Jorrit Bergsma BAM              | 6.20,46              |
| 10.000 m details | Jorrit Bergsma BAM            | 12.57,42             | Bob de Jong BAM                 | 12.59,07             | Jan Blokhuijsen TVM             | 13.06,99             |

### Vrouwen
| Onderdeel       | Goud                            | Goud                 | Zilver                          | Zilver               | Brons                                 | Brons                |
| --------------- | ------------------------------- | -------------------- | ------------------------------- | -------------------- | ------------------------------------- | -------------------- |
| 2x500 m details | Thijsje Oenema Team Liga        | 76,870 (38,51/38,36) | Margot Boer Team Liga           | 77,280 (38,66/38,62) | Laurine van Riessen Danone Activia    | 77,330 (38,81/38,52) |
| 1000 m details  | Marrit Leenstra Team Van Veen   | 1.16,39              | Lotte van Beek Team Van Veen    | 1.16,97              | Diane Valkenburg Danone Activia       | 1.17,07              |
| 1500 m details  | Ireen Wüst TVM                  | 1.57,11              | Lotte van Beek Team Van Veen    | 1.57,46              | Marrit Leenstra Team Van Veen         | 1.58,33              |
| 3000 m details  | Diane Valkenburg Danone Activia | 4.05,80              | Ireen Wüst TVM                  | 4.06,90              | Jorien ter Mors NTS shorttrack        | 4.06,99              |
| 5000 m details  | Marije Joling Team Corendon     | 7.06,03              | Diane Valkenburg Danone Activia | 7.08,48              | Rixt Meijer Team Palet Schilderwerken | 7.09,92              |

## Medaillespiegel teams
| Plaats | Teams                          | Goud | Zilver | Brons | Totaal |
| 1      | Brand Loyalty / Danone Activia | 3    | 2      | 2     | 7      |
| 2      | TVM                            | 2    | 2      | 1     | 5      |
| 3      | Team Van Veen                  | 1    | 3      | 2     | 6      |
| 4      | Team Beslist.nl                | 1    | 1      | 2     | 4      |
| 5      | BAM                            | 1    | 1      | 1     | 3      |
| 6      | Team Liga                      | 1    | 1      | 0     | 2      |
| 7      | Team Corendon                  | 1    | 0      | 0     | 1      |
| 8      | Team Palet Schilderwerken      | 0    | 0      | 1     | 1      |
| 8      | NTS shorttrack                 | 0    | 0      | 1     | 1      |
| Totaal | Totaal                         | 10   | 10     | 10    | 30     |